# Victor Chocarne
Pour les articles homonymes, voir Chocarne.
L'abbé Victor Chocarne (Dijon, 31 janvier 1824 – Beaune, 2 mai 1887) est un prêtre catholique français, fondateur des Petites sœurs dominicaines garde-malades des pauvres.

## Biographie
Frère du Père dominicain Bernard Chocarne, oncle de Paul Chocarne-Moreau, il fait des études au lycée de Dijon, au petit séminaire de Plombières, puis au séminaire de Dijon. Il est ordonné prêtre pour le diocèse de Dijon, le 9 juillet 1848. Il devient vicaire de Selongey et curé de Bellefond. En 1850, il est reçu tertiaire de Saint-Dominique, à Flavigny. Il est un moment attaché à une colonie de jeunes détenus, à Citeaux, puis, en 1852, à une œuvre d’enfants d’ouvriers, à Issy. Il essaie alors, sans y parvenir, de créer un tiers ordre dominicain pour l’éducation des enfants pauvres.
Curé de Saint-Nicolas de Beaune et Tertiaire dominicain, une de ses fidèles, Marguerite de Blic, le convainc de l'aider à initier les premiers grands pèlerinages nationaux à Lourdes, au lendemain de la guerre de 1870. Il organise alors la Manifestation de foi et d'espérance de la France en 1872, que l'on appelle aussi le "pèlerinage des bannières". Il a laissé une relation de cette grande entreprise dans des Mémoires inédits.
Il accompagne Mme de Blic et son mari  à Rome l'année suivante pour rencontrer le pape Pie IX. 
En 1879, toujours avec Mme de Blic, et avec le concours de son frère le père dominicain Bernard Chocarne, ils fondent la Congrégation des Petites Sœurs Dominicaines garde-malades des pauvres à Beaune. Depuis 1876, plusieurs sœurs avaient commencé une vie commune, mais ce n'est que trois ans plus tard que la première communauté est officiellement apparue. En 1880, la communauté est agrégée à l'ordre dominicain. D'abord en civil, les sœurs prennent l'habit dominicain en 1887.
Plusieurs couvents seront créés à Paris et en province, mais aussi en Belgique. La maison mère de la Congrégation est quant à elle installée aujourd'hui à Saint-Jean-de-la-Ruelle près d'Orléans, ville où les sœurs sont implantées depuis leur fondation.